# Slottet i Italien
|  | Denne artikel er oprettet af botten PalnaBot ud fra en ekstern database. Den kan derfor have sproglige fejl eller mangler. Denne skabelon kan fjernes efter kontrol af indholdet. |

Slottet i Italien er en dansk portrætfilm fra 2000 skrevet og instrueret af Anne Regitze Wivel.

## Handling
Slottet i Italien fokuserer på en mand midtvejs i livet. En skabende kunstner, en maler på toppen af karrieren - internationalt berømt og anerkendt, men også et menneske i krise. Filmen er optaget i Per Kirkebys palazzo i Norditalien. I samvær og samtale med vennen gennem 25 år, forfatteren Ib Michael, søger han efter svarene på livets store spørgsmål - om kunsten, døden og kærligheden. Men det bliver også til en snak om drengerøvsdrømmene, om længslen efter at eksplodere, om sex og pornografi. Instruktøren, der selv er nær ven af Per Kirkeby, har lavet en film, der fokuserer på kunstnerens smertefyldte forhold til sig selv, sit arbejde, ja, hele sin omverden. Insisterende, overraskende og tankevækkende.